# マジスキ 〜Marginal Skip〜
『マジスキ 〜Marginal Skip〜』は、MOONSTONEより2009年4月28日に発売されたアダルトゲームである。MOONSTONE8作目となる作品。本作はさまざまな演出が目立つようになっている。
2011年4月7日より「禁断のギャルゲー」にて携帯電話アプリゲーム版が配信されている。

## 概要
シリアス路線だった前作『Clear -クリア-』から一転、シリアスな要素は含みつつもラブコメを基本とした明るい雰囲気の作品となっている。
作中に登場する固有名詞の多くは北欧神話の固有名詞から取られている。

## あらすじ
私立励学館学園に通う九条貴之は、ある春の夜、異世界に住む少女と再会する。その少女は異世界のお姫様で家出してきたと言うのである。魔法やら異世界やらを持ち出されたら無理もない。そしてもう1人の異世界のお姫様、同年齢の幼馴染、トップアイドルの先輩、同居人の妹（?）とともに平凡な生活は一変してしまう。厄介な騒動が貴之の周りで起こることに…そんな中で新しい学期をスタートさせるのであった。

## キャラクター

### 主要キャラクター
九条 貴之（くじょう たかゆき）
声 - なし
本作の主人公。励学館学園2年E組。副会長を務める小柄で心優しい少年。時には勇敢な行動に出る男らしさも併せ持つ。その華奢な体格と中性的な容姿故に女装すると一見、男とは分からない。両親とは死別しており、現在は隣の御狭霧家に居候中で空いた自宅を人に貸す事で家賃収入を得ている。実は幼少の頃から魔法が使える（ただし感情が昂ぶった時のみで制御も不可）。
物語の展開によっては制御が出来るようになる
シェーラ=エル=エリス
声 - 佐本二厘
誕生日:10月3日、星座:てんびん座、身長:158cm、3サイズ:86(C)/55/85
本作のメインヒロイン。神魔界の大国「ヴァナヘイム」の王女で、高い魔力を持ち"エル"の資格を有する。ヴァナヘイムでは1，2を争うほどの魔力の持ち主で双璧はニース。穏和で礼儀正しいが、使い魔のリッタ曰く「怒ると怖い」。
幼い頃に貴之と出会ってから再会する今まで想い続けてきた一途な女の子。好物のみたらし団子を喉に詰まらせて気絶したり、風邪の影響で放出していた魔法で小町の服を消し飛ばすなどと少しドジな一面もある。
ニースライト=ヒースラヴァー
声 - 青山ゆかり
誕生日:1月22日、星座:みずがめ座、身長:162cm、3サイズ:82(B)/52/80
シェーラの実妹で貴之の1つ年下。通称「ニース」。ミゲル王と離婚した母と共に神魔界の大国「ニヴルヘイム」に住んでいる。シェーラ同様高い魔力を持ちヴァナヘイムでは双璧を誇っている。しかし、ニースルートでは彼女しか使えない魔法が明らかになる。
貴之とはシェーラと出会う前からの知り合いだったが、再会した貴之にはどこかそっけない態度を取る。

宮崎 由紀菜（みやざき ゆきな）
声 - 安玖深音
誕生日:3月16日、星座:うお座、身長:155cm、3サイズ:85(C)/53/84
貴之の幼なじみ。励学館学園2年E組。演劇部から独立して誕生した芝居部に所属。本人曰く、「貴之の命の恩人」。貴之のことを「たーくん」と呼ぶが、「貴之君」と呼ぶ事もある。明るい性格だが、物心つく前に両親に捨てられた暗い過去を持ち、「きぼうの家」という養護施設で育った。
出かけるときは大抵、麦わら帽子を被っている。現在は「ラヴァージュ・デ・クール」でバイト中。
天津 冬子（あまつ とうこ）
声 - 民安ともえ
誕生日:12月3日、星座:いて座、身長:164cm、3サイズ:88(D)/56/86
貴之の幼なじみでかなでの隣人。励学館学園3年A組。国民的アイドルユニット「デートコース」のボーカルを担当している。芸名は「天津りさ」。有名人という事もあり、変装のためプライベートでは眼鏡を掛けている事も多い。
学園では生徒会長を務め、学業と仕事を立派にこなすお姉さん的存在で貴之からは「冬姉」（ふゆねえ）と呼ばれる。
幼い頃に母親を自動車事故で亡くしている。

御狭霧 かなで（みさぎり －）
声 - 風音
誕生日:7月7日、星座:かに座、身長:150cm、3サイズ:77(A)/49/77
貴之の隣人で幼なじみ。励学館学園1年E組。編み物などのちまちました事が好きで学園でも手芸部に所属。貴之にとっては妹のような存在。貴之の呼び方は「お兄ちゃん」、「兄さん」、「お兄さま」など、その時の気分によって変わっており、一定しない。普段は元気な少女だが、しばしば原因不明の発作に襲われている。
頭には貴之が作ったカスタネットの髪飾りを付けている。他のヒロインに比べて発育が悪いことを気にしている。
ストーリーの序盤で貴之の部屋からエッチな本を没収していることがわかる。

### サブキャラクター
リッタ
声 - みる
シェーラの使い魔。ワーキャット。本来の姿は水色の猫だが、魔法で人間の少女の姿に変身している事も多い。男勝りで短気な性格。同じ使い魔のトスクとよくつるんでいる。
励学館学園に住む猫のトラ夫に一目惚れし、告白する。
トスク
声 - 井村屋ほのか
ニースの使い魔。ワーキャット。本来の姿は黄色の猫だが、魔法で人間の少女の姿に変身している事も多い。クールでマイペースな性格。同じ使い魔のリッタとよくつるんでいる。
実は戦災孤児であり、両親を失い、身も心もボロボロになっていたところをニースに拾われた過去を持つ。
町田 小町（まちだ こまち）
声 - 川崎ハレ
貴之のクラスメイト。励学館学園2年E組。科学至上主義者で魔法などの非科学的な事象を認めようとしない。また、マッドサイエンティストな面もあり、ペットであるジャイロのサイボーグ化などを考えている。彼女の私室は自宅の地下にあり、核シェルターも兼ねているとの事。喫茶店「こきりこ」の常連客で由紀菜も小町と一緒に「こきりこ」に行く事が多いという。好きな金属はチタン。
梅谷 小雪（うめたに こゆき）
声 - 中瀬ひな
かなでの親友。励学館学園1年E組。通称「小梅」。元気がありいつも首からオペラグラスを下げている。入学前に貴之に助けられてから彼に想いを寄せる。
左京 みやこ（さきょう －）
声 - まきいづみ
冬子の親友。励学館学園3年A組。貴之と同様、副会長を務める。おっとりとした性格だが芯が深いところがあり、冬子の信頼も厚い。
貴之に夜の学校には入るなと忠告する。
ジャイロ
声 - 水捲真魚
小町が飼っている小鳥。オス。外見はカラスのような姿（『Gift 〜ギフト〜』に登場したジンタに似ている）だが、詳しい品種は不明。人語を理解でき、「ピキ」という鳴き声である程度の感情表現ができる。普段は小町の左肩に止まっている。
実は喋ることができる（小町にいじられたわけではない）が、その事を知っているのは貴之だけで他の人には秘密にしている（本人【？】曰く「女の子の夢を壊したくないから」との事）。
御狭霧 美奈子（みさぎり みなこ）
声 - 水捲真魚
かなでの実母。喫茶店「ラヴァージュ・デ・クール」のオーナー。夫は単身赴任中で現在は貴之、かなでと3人暮らし。子持ちには見えないほど若い（というより幼い）容姿で「おばさん」と呼ばれると怒る。このため、貴之をはじめ「美奈子さん」と呼ばせている（かなでは「ママ」と呼ぶ）。居候の貴之に息子同然に接する優しい性格だが、意外に嫉妬深く、夫が浮気した時に備えて包丁を研いでいたりする危ない面もある。
ミゲル王
声 - 祭大!
シェーラ・ニースの実父で、神魔界「ヴァナヘイム」を統べる王。鷹揚としているが器量の大きさを併せ持ち、臣下や臣民にも慕われている。
ギメルス=ザハールイチ
声 - 岩橋直哉
ミゲル王に仕える、「ヴァナヘイム」随一の剣士。左腕は義手だが、グングニルと呼ばれる大剣を使って放つ魔神剣はかなりの威力をもつ。
邪族達に妹を殺されてからは深い恨みを持ち、先頭に立って戦う。
人形少女（後にアリス）
声 - きのみ聖
シェーラルートのみ登場。デスボルドに造られた"人形"で、シェーラ抹殺の命を受けている。ひょんなことから貴之と出会い、彼に懐くようになる。
デスボルド
声 - 秋山樹
神魔界「ヨーツンヘイム」を統べる魔導士。世界の破滅"ラグナレク"の実行を目論む。
イシュキック
声 - 瑞星久里亜
デスボルドに仕える女魔導士。デスボルドの右腕たる幹部だが、"ラグナレク"には懐疑的。
ハティ
声 -
イシュキックの使い魔。通常はウサギの姿だが、"変身"することができる。
キリング
声 - 秋山樹
イシュキックとかつて恋仲だった魔導士。デスボルドの"ビフレスト"及び"ラグナレク"を止める為、単身赴く。
目時 由紀菜（めとき ゆきな）
声 - 瑞星久里亜
宮崎由紀菜と瓜二つな姿をした女の子。主に由紀菜ルートに登場する。貴之を「パパ」と呼ぶ。
小町の母（名前不明）
声 -
小町が幼いころに亡くなっている。
新田 雅子（にった まさこ）
声 - 桜ちとせ
デートコースのプロデューサー。冬子の母親とは高校時代の同級生で早くに母を亡くした冬子にとっては母親代わりといえる存在。バツイチである。

### モブキャラクター
麻生先生
声 -
貴之・シェーラ・由紀菜のクラスの担任教師。
こきりこのママ
声 - まきいづみ
喫茶店「こきりこ」のマスター。しかし店に常駐しておらず不在がち。
大道寺かれん（だいどうじ －）
声 - 桜ちとせ
かなで・小梅のクラスメイト。かなでルート1部にのみ登場。妄想癖が激しく、かなりの百合。立ち絵こそ存在しないが、イベントCGにおいて眼鏡を掛け、三つ編みの髪型という容姿を確認できる。
トラ夫
声 -
励学館学園に住み着いている半分野良の雄のトラ猫。そのカッコよさ（？）は一目でリッタを虜にした。SD絵の後姿では何故か脇息に肘をついている。去勢済み。
なお、同名の猫は他のMOONSTONE作品でも登場している。

## スタッフ
- 企画・シナリオ - 呉
- メインビジュアル - Mitha
- 原画 - Mitha・ひなた睦月・稲垣みいこ・伊東ライフ
- CG - 斎賀さつき・ヤマカゼ・ひなたなお・えんどり・rastel
- 背景 - さざんか
- システム監修 - 薫(retouch.info)
- BGM - Angel Note
- スーパーバイザー - tororo
- プロデュース - 恋純ほたる

## 主題歌
オープニングテーマ『Promise 〜月夜の記憶〜』
　歌：佐藤ひろ美&NANA／作詞：夕野ヨシミ／作曲：杉山由美
　エンディングテーマ『Kiss Me Tonight』
　歌：加瀬愛奈／作詞：夕野ヨシミ／作曲：fishtone
　挿入歌『抱きしめて欲しいよ』
　歌：デートコース／作詞：夕野ヨシミ／作曲：キャサリン

## 書籍
- マジスキ コミック（織生あや著・双葉社「アクションコミックスコミックハイブランド」より全2巻）

1. ISBN 978-4575836721
2. ISBN 978-4575837650

- 『マジスキ』 プレリュードブック（メディアビレッジ）
  - ASIN: B001RTTXH4
- マジスキ-Marginal Skip- オフィシャルファンブック（彩文館出版）
  - ISBN 978-4775604472